# Fisher (Arkansas)
Pour les articles homonymes, voir Fisher.
La ville américaine de Fisher est située dans le comté de Poinsett, dans l’Arkansas. Lors du recensement de 2010, elle comptait 223 habitants.

## Démographie
| 1910 | 1920 | 1930 | 1940 | 1950 | 1960 |
| ---- | ---- | ---- | ---- | ---- | ---- |
| 53   | 350  | 259  | 205  | 289  | 303  |

| 1970 | 1980 | 1990 | 2000 | 2010 | - |
| ---- | ---- | ---- | ---- | ---- | - |
| 361  | 302  | 245  | 265  | 223  | - |

## Source
- (en) Cet article est partiellement ou en totalité issu de l’article de Wikipédia en anglais intitulé « Fisher, Arkansas » (voir la liste des auteurs).